# Ko Ko Bop
"Ko Ko Bop" là một bài hát được thu âm bởi nhóm nhạc nam Hàn Quốc EXO cho album phòng thu thứ tư The War. Nó được phát hành dưới phiên bản tiếng Hàn và tiếng Trung bởi SM Entertainment vào ngày 18 tháng 7 năm 2017. Đây là đĩa đơn đầu tiên không có thành viên Lay do sự vắng mặt dài hạn của anh.

## Phát hành và sáng tác
Được sản xuất bởi Styalz Fuego, "Ko Ko Bop" được mô tả là một bài hát reggae giàu năng lực với nhịp điệu reggae và âm thanh guitar bass. "Ko Ko Bop" được đồng viết lời bởi các thành viên Chen, Chanyeol và Baekhyun. Album được phát hành dạng kỹ thuật số vào ngày 18 tháng 7 năm 2017 và dạng thuần vào ngày 19 tháng 7 cùng với album. Theo Chanyeol, cụm từ "Ko Ko Bop" có nghĩa là "Nhảy vui vẻ".
Nói chuyện với Billboard về việc sản xuất, Staylz Fuego phát biểu rằng trong khi viết bài hát, các nhà soạn nhạc khác đã dự định đây sẽ là một bài điệu reggae, nhưng sau khi thêm phần drop sau đoạn điệp khúc, bài hát đã bị nhiễu và họ đã chuyển bài hát sang thể loại reggae-pop sau đó. Các nhà soạn nhạc cho rằng họ nghĩ bài hát này sẽ dành cho một nhóm nhạc nữ vì một trong những nhà soạn nhạc, Shaylen Carrolll, là một người phụ nữ, đã thực hiện bản demo nhưng cuối cùng nó đã được đưa cho EXO. Fuego cho rằng "Bài hát thực sự ở một tông cao hơn -- Tôi nghĩ là nó cao hơn đến ba bán âm -- vì vậy ban đầu nó thích hợp với nhóm nữ hơn".
Về việc viết lời của bài hát, Carroll khẳng định: "Khi tôi đang thu âm một số ý tưởng giai điệu, tôi tiếp tục hát những cụm từ vô nghĩa và một trong số đó là "Shimmy shimmy Ko Ko Bop", mà tất cả chúng ta đều nghĩ là siêu cuốn hút và hấp dẫn. Vì vậy, chúng tôi đã xây dựng nó và biến nó thành một cái gì đó thực sự". Carroll tiếp tục và mô tả "Ko Ko Bop" là một bài hát nói về "không phải lo lắng về mọi thứ", "đi theo dòng chảy" và "không lo lắng về những kẻ thù ghét". Chen và Baekhyun cũng đã nói chuyện với Billboard về việc viết lời bài hát, Chen nói rằng Baekhyun, Chanyeol và chính anh ấy đã viết lời bài hát riêng và làm việc với nhau để thống nhất lời bài hát sau khi đã chọn ra phần lời phù hợp nhất. Baekhyun cho rằng "Tôi muốn lời bài hát của mình khiến mọi người trở nên vô tư hơn, giải tỏa căng thẳng và nhảy theo âm nhạc".

## Video âm nhạc
Teaser cho video âm nhạc "Ko Ko Bop" đã được phát hành vào ngày 17 tháng 7 năm 2017 bởi SM Entertainment. Các video âm nhạc của tiếng Trung và tiếng Hàn của "Ko Ko Bop" đã được phát hành vào ngày 18 tháng 7. Video âm nhạc được quay tại Seoul, Hàn Quốc. Video âm nhạc cho thấy các chàng trai dành một ngày vui chơi như tên của gợi ý "Ko Ko Bop" có nghĩa là nhảy vui vẻ.
Video âm nhạc Hàn Quốc đạt một triệu lượt xem trong giờ phát hành đầu tiên và đạt 8.833.869 trong 24 giờ. Ba ngày sau khi phát hành, video âm nhạc đạt một triệu lượt yêu thích; vào tháng 1 năm 2019, nó đã đạt được ba triệu lượt thích. Vào ngày 12 tháng 12 năm 2017, video âm nhạc đã vượt qua 100 triệu lượt xem trên YouTube và vào ngày 25 tháng 1 năm 2019, nó đã vượt qua 200 triệu lượt xem.

## Quảng bá
Vào ngày 8 tháng 7, tài khoản Twitter chính thức của EXO đã được kích hoạt ra công chúng, qua đó SM Entertainment đã tiết lộ video teaser đầu tiên cho album. Twitter Music cũng tạo ra ba hashtag tùy chỉnh với logo nhiệt đới mới của EXO cho EXO bao gồm #KoKoBop, #TheWarEXO và #EXO. Người hâm mộ cũng chào đón họ với 11 triệu tweet trên toàn thế giới. Cũng vào ngày 8 tháng 7, tài khoản Instagram chính thức của EXO đã được mở bằng cách đăng ba phiên bản logo album mới của EXO. Vào ngày 10 tháng 7, tiêu đề của album đã được công bố là The War. Từ ngày 9 tháng 7 đến ngày 16 tháng 7, danh sách ca khúc của album đã được tiết lộ từng cái một thông qua một loạt các video teaser với một thành viên trong từng teaser.
EXO bắt đầu quảng bá "Ko Ko Bop" trên các chương trình âm nhạc của Hàn Quốc từ ngày 20 tháng 7. Vào ngày 5 tháng 8, EXO đã biểu diễn "Ko Ko Bop" tại Hồng Kông trong buổi hòa nhạc SM Town Live World Tour VI. EXO cũng đã biểu diễn tại a-Nation vào ngày 26 tháng 8, Music Bank World Tour tại Jakarta vào ngày 2 tháng 9 và Lotte Duty Free Family Festival vào ngày 15 tháng 9.

## Đón nhận

### Bảng xếp hạng âm nhạc
Đĩa đơn "Ko Ko Bop" xuất hiện ở vị trí số một trên năm bảng xếp hạng âm nhạc thời gian thực lớn, bao gồm Genie, Olleh, Bugs, Naver và Melon, biến EXO trở thành nhóm nhạc K-pop đầu tiên đạt vị trí quán quân trên Melon Realtime Chart sau khi bảng xếp hạng đã được sửa đổi vào ngày 27 tháng 2 năm 2017. Các bài hát khác trong album đã ra mắt trong top chín. Nó đã được báo cáo rằng nhiều máy chủ bị sập, do số lượng người hâm mộ streaming cùng một lúc.
"Ko Ko Bop" đạt được số lượng người nghe duy nhất cao thứ hai bởi bất kỳ nghệ sĩ nào trên Melon trong giờ đầu tiên sau khi thay đổi hệ thống cản trở các nghệ sĩ nào phát hành nhạc vào nửa đêm. Nó cũng trở thành bài hát có số lượng người nghe duy nhất cao nhất cho một nhóm nhạc thần tượng (Nam hoặc Nữ) trong năm 2017 với 78.121 người nghe duy nhất trong giờ đầu tiên phát hành.
"Ko Ko Bop" đững ở vị trí quán quân bảng xếp hạng Gaon Digital Chart bốn tuần không liên tiếp, giúp EXO trở thành nghệ sĩ đầu tiên làm được điều này trong năm 2017. EXO cũng trở thành nhóm nhạc thần tượng thứ ba đứng ở vị trí số một trên Gaon trong bốn tuần, cũng như nhóm nhạc thần tượng nam duy nhất làm được điều đó. Bài hát cũng giữ vị trí số một trên bảng xếp hạng âm nhạc Trung Quốc Alibaba trong ba tuần liên tiếp, cũng như vị trí á quân trên US World Digital Songs củaBillboard. và China V Chart.
The War đạt vị trí số một trên iTunes tại tất cả 42 quốc gia. Theo phương tiện truyền thông Hàn Quốc Xportsnews, "Ko Ko Bop" ngoài ra còn đứng đầu 155 bảng xếp hạng iTunes trên toàn thế giới, bao gồm các bảng xếp hạng K-pop và bảng xếp hạng pop nói chung, cũng như các bảng xếp hạng đĩa đơn ở các thể loại.
Trong tháng, "Ko Ko Bop" đã đứng đầu bảng xếp hạng Gaon Monthly Digital và BGM Charts, đưa EXO trở thành nhóm đầu tiên trong năm 2017 và nhóm nhạc nam thứ năm kể từ năm 2012 đứng đầu bảng xếp hạng.

### Phản hồi từ công chúng
Người hâm mộ của EXO khởi nguồn một video viral trên Internet gây trào lưu mang tên Ko Ko Bop Challenge nơi mọi người nhảy múa vũ đạo nối hông nhanh chóng của bài hát theo lời bài hát "Down down baby". Hashtag #KoKoBopChallenge đã được sử dụng cho các nền tảng truyền thông xã hội phổ biến như Twitter, Instagram và Weibo.

### Giải thưởng
| Nhà phê bình/xuất bản | Danh sách                                                         | Thứ hạng | Chú thích |
| --------------------- | ----------------------------------------------------------------- | -------- | --------- |
| Billboard             | The 20 Best K-Pop Songs of 2017                                   | 20       | [ 30 ]    |
| Dazed                 | The 20 Best K-Pop Songs of 2017                                   | 3        | [ 31 ]    |
| Idolator              | Top 30 Best K-Pop Songs of 2017                                   | 25       | [ 32 ]    |
| Soompi                | The Top 15 K-Pop Hits Of 2017                                     | —        | [ 33 ]    |
| KultScene             | 25 best K-Pop songs of 2017                                       | 22       | [ 34 ]    |
| Tone Glow             | The 50 Best K-Pop Songs of 2017                                   | 24       | [ 35 ]    |
| BuzzFeed              | 34 Addictive K-Pop Songs To Add To Your Playlist, Like, Right Now | 4        | [ 36 ]    |
| YouTube Rewind        | Most-Watched K-Pop Music Videos Of 2017                           | 9        | [ 37 ]    |
| Spotify               | Best K-Pop Songs of 2017                                          | 1        | [ 38 ]    |

| Nhà phê bình/xuất bản | Danh sách           | Thứ hạng | Chú thích |
| --------------------- | ------------------- | -------- | --------- |
| Spotify               | Best of 2018: K-Pop | 36       | [ 39 ]    |

## Bảng xếp hạng
| Chart (2017)                         | Peak position |
| ------------------------------------ | ------------- |
| China (Billboard V Chart)            | 2             |
| Japan (Japan Hot 100)                | 39            |
| Philippines (Philippine Hot 100)     | 32            |
| Philippines (BillboardPH Kpop Top 5) | 2             |
| South Korea (Kpop Hot 100)           | 1             |
| South Korea (Gaon Digital Chart)     | 1             |
| US World Digital Songs (Billboard)   | 2             |

| Chart (2017)                     | Peak position |
| -------------------------------- | ------------- |
| South Korea (Gaon Digital Chart) | 1             |

| Chart (2017)                       | Peak position |
| ---------------------------------- | ------------- |
| South Korea (Gaon Digital Chart)   | 14            |
| US World Digital Chart (Billboard) | 20            |

## Doanh số

### Download
| Khu vực                           | Doanh số (2017)     | Doanh số (2017)       |
| Khu vực                           | Phiên bản tiếng Hàn | Phiên bản tiếng Trung |
| --------------------------------- | ------------------- | --------------------- |
| South Korean Download Chart(Gaon) | 1,172,609+          | 13,884                |

### Streaming
| Bảng xếp hạng (2017)                | Streaming   |
| ----------------------------------- | ----------- |
| South Korean Streaming Chart (Gaon) | 51,112,942+ |

### Gaon Heating Index
| Bảng xếp hạng (2017)            | Gaon Heating Index |
| ------------------------------- | ------------------ |
| South Korean Gaon Digital Chart | 344,851,964+       |
| Bảng xếp hạng (2018)            | Gaon Heating Index |
| South Korean Gaon Digital Chart | 105,484,850+       |

## Giải thưởng và đề cử
| Năm  | Giải thưởng                  | Hạng mục                          | Kết quả   |
| ---- | ---------------------------- | --------------------------------- | --------- |
| 2017 | 19th Mnet Asian Music Awards | Best Dance Performance Male Group | Đề cử     |
| 2017 | 19th Mnet Asian Music Awards | Mwave Global Fans' Choice         | Đoạt giải |
| 2017 | 19th Mnet Asian Music Awards | Qoo10 Song of the Year            | Đề cử     |
| 2017 | 9th Melon Music Awards       | Best Male Dance                   | Đoạt giải |
| 2017 | 9th Melon Music Awards       | Song of the Year                  | Đề cử     |
| 2017 | 7th Gaon Chart Music Awards  | Song of the Year – July           | Đoạt giải |
| 2017 | Naver Music Awards           | Most Loved Song                   | Đoạt giải |
| 2017 | Naver Music Awards           | Most Streamed Song                | Đoạt giải |
| 2017 | Naver Music Awards           | BGM of the Year                   | Đoạt giải |

### Giải thưởng chương trình âm nhạc
| Chương trình           | Ngày                      |
| ---------------------- | ------------------------- |
| Show Champion (MBC)    | Ngày 26 tháng 7 năm 2017  |
| Show Champion (MBC)    | Ngày 2 tháng 8 năm 2017   |
| M Countdown (Mnet)     | Ngày 27 tháng 7 năm 2017  |
| M Countdown (Mnet)     | Ngày 3 tháng 8 năm 2017   |
| M Countdown (Mnet)     | Ngày 10 tháng 8 năm 2017  |
| Music Bank (KBS)       | Ngày 28 tháng 7 năm 2017  |
| Music Bank (KBS)       | Ngày 4 tháng 8 năm 2017   |
| Inkigayo (SBS)         | Ngày 30 tháng 7 năm 2017  |
| Inkigayo (SBS)         | Ngày 6 tháng 8 năm 2017   |
| Show! Music Core (MBC) | Ngày 5 tháng 8 năm 2017   |
| Show! Music Core (MBC) | Ngày 12 tháng 8 năm, 2017 |

## Lịch sử phát hành
| Khu vực       | Ngày                     | Định dạng             | Hãng đĩa                     |
| ------------- | ------------------------ | --------------------- | ---------------------------- |
| Hàn Quốc      | Ngày 18 tháng 7 năm 2017 | Tải nhạc số streaming | SM Entertainment Genie Music |
| Toàn thế giới | Ngày 18 tháng 7 năm 2017 | Tải nhạc số streaming | SM Entertainment             |